# Casa de Correos y Telégrafos de Pontevedra
El Palacio de Correos y Telecomunicaciones de Pontevedra es un edificio histórico situado entre las céntricas calles de la Oliva y García Camba en pleno corazón comercial y financiero de Pontevedra capital en España. Desde su construcción ha sido sede principal de la compañía estatal de Correos y Telégrafos en la capital pontevedresa y alberga la Jefatura Provincial de Correos de Pontevedra. Delante de su fachada principal se encuentra un olivo, que dio nombre en sus orígenes a la céntrica calle de la Oliva.

## Historia
En el siglo XIX Pontevedra necesitaba una sede central de Correos acorde con su condición de capital de provincia, ya que el servicio de postas se encontraba desde 1707 en la Casa del Correo Viejo en la denominada plaza del Correo, cerca de la salida de la ciudad por el puente del Burgo y desde principios del siglo XX el servicio de correos se prestaba de modo provisional en el edificio sede del Banco de España en la ciudad.
En 1908, el Ministro de la Gobernación, Juan de la Cierva y Peñafiel, anunció la construcción de un nuevo edificio de Correos en la ciudad. En 1910 se iniciaron las gestiones para encontrar terrenos apropiados para el edificio. En 1911, el Consejo de Ministros aprobó la construcción del edificio y se eligió un solar entre las calles de la Oliva y García Camba propuesto por José Riestra López, Marqués de Riestra, un polígono irregular de seis lados con una superficie de 800 metros cuadrados.
En 1912, el Ayuntamiento de Pontevedra compró los terrenos al Marqués de Riestra por ciento quince mil pesetas y los cedió al Estado. Las bases del concurso para la construcción del edificio se hicieron públicas en 1913 y resultó elegido el proyecto modernista del arquitecto madrileño Carlos Gato Soldevilla (autor de edificios art nouveau como el pabellón del Ministerio de Fomento en Madrid). La construcción del edificio se adjudicó en 1915 al contratista Cándido Casalderrey por 348.967 pesetas. Las obras comenzaron ese mismo año.
Las obras duraron varios años y se interrumpieron varias veces debido a la falta de pago por parte del Estado y a la deuda acumulada con el contratista. En 1926 se destinaron 200.000 pesetas para finalizar las obras, paralizadas desde 1923. El Palacio de Correos y Telecomunicaciones de Pontevedra se inauguró finalmente en 1929, año en el que se colocaron los emblemáticos leones en la fachada sur del edificio como bocas de los buzones para el correo con destino al extranjero y a España. En mayo de 1930 se amuebló el edificio.
Debido a su valor histórico, a principios del siglo XXI se encargó al arquitecto también madrileño Enrique Solana de Quesada la redacción del proyecto de rehabilitación del immueble. Tras su remodelación se reabrió al público en julio de 2003.

## Descripción
El edificio pertenece a los estilos ecléctico y modernista que imperaban en los primeros años del siglo XX. El arquitecto lo planteó inspirándose en los edificios del Norte de Europa. Buscaba expresamente una similitud con el Renacimiento flamenco, con la distinción gallega de la construcción en piedra. 
La construcción, al igual que la mayoría de los edificios de Correos españoles  está articulada alrededor de un patio central de operaciones sobre un vestíbulo público. Existe otro patio más pequeño y alrededor de estos patios se articulan todas las dependencias. La última de las tres plantas de las que consta es abuhardillada.
El edificio está realizado en granito y tiene semisótano, planta baja, dos pisos y un aprovechamiento bajo cubierta. Los vanos del primer piso llevan saledizo en los dinteles y los del último tienen dinteles en arco de cortina con doble arco de círculo. Hay un gran friso a la altura del techo de la planta baja.

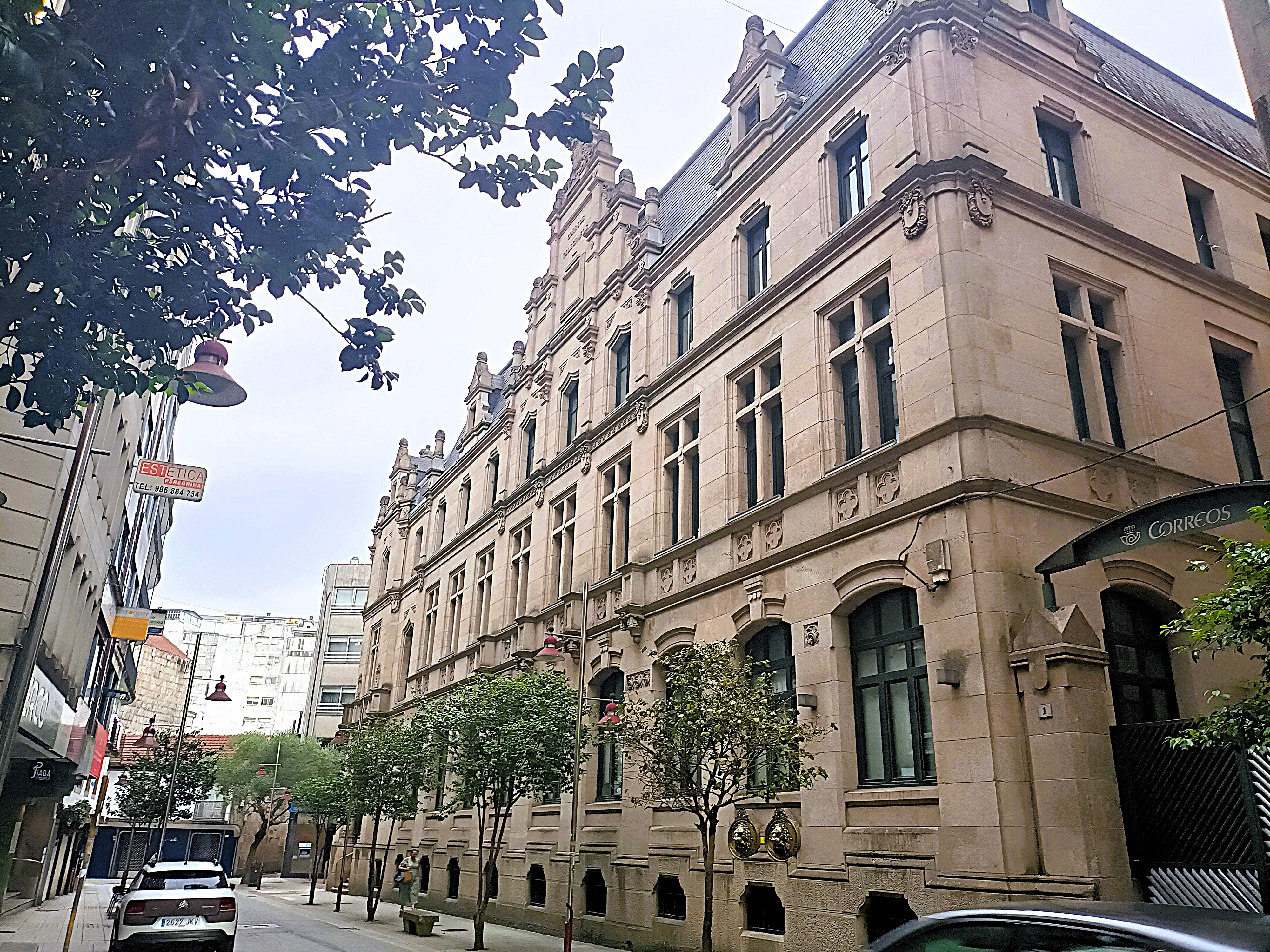
Fachada sur en la calle García Camba.

La entrada principal se presenta en la esquina a modo de chaflán con arcos reposando en columnas clásicas y escaleras de piedra que dan acceso a un vestíbulo de entrada elevado. Consta de decoración de figuras geométricas de piedra en la fachada especialmente en el nivel abuhardillado, y ventanas geométricas en cada uno de los niveles. Coronando el nivel superior encima de la entrada principal se encuentra el escudo en piedra de la ciudad.
En la fachada sur hay dos leones de bronce (los únicos originales en Galicia) cuyas bocas sirven de ventanas para la introducción del correo para el extranjero y para España y representan la guardia y seguridad tanto del edificio como de la correspondencia.
El interior, de una gran luminosidad, combina el uso de materiales como el vidrio, la madera y la escayola, destacando la magnífica bóveda acristalada en color, que cuenta como elemento central el escudo de la ciudad de Pontevedra con su puente, crucero, antiguo castillo y torre almenada. En la cubierta de la gran sala en la que se desarrolla la vida pública del edificio se encuentra una hermosa vidriera que recoge mediante la técnica de la grisalla el escudo de la ciudad. Son 2452 piezas de cristal que llegan a formar una superficie de 98 metros cuadrados.
El escudo heráldico de la ciudad mide 4 metros de alto por 2,52 metros de ancho y se ve rodeado por un ribete con 20 rosetones. Rehabilitado en el año 2003, recuperó gracias a la labor de la firma coruñesa Azpilcueta, todo su esplendor. La técnica empleada para dibujar el escudo sobre el vidrio es la grisalla, en la que se actúa por extirpación del pigmento, ya que el color la acerca al propio vidrio. Además esta técnica busca detener la luz que atraviesa el vidrio creando nuevas sensaciones en el espacio.
En la decoración del vestíbulo central se empleó la pintura al óleo en general y en imitaciones al bronce, el dorado, el mosaico, la cerámica y la vidriera artística.
En 1916, el arquitecto del Palacio  de Correos de Pontevedra, Carlos Gato Soldevilla, diseñó también el edificio de la sede central de correos de Burgos.

## Galería de imágenes

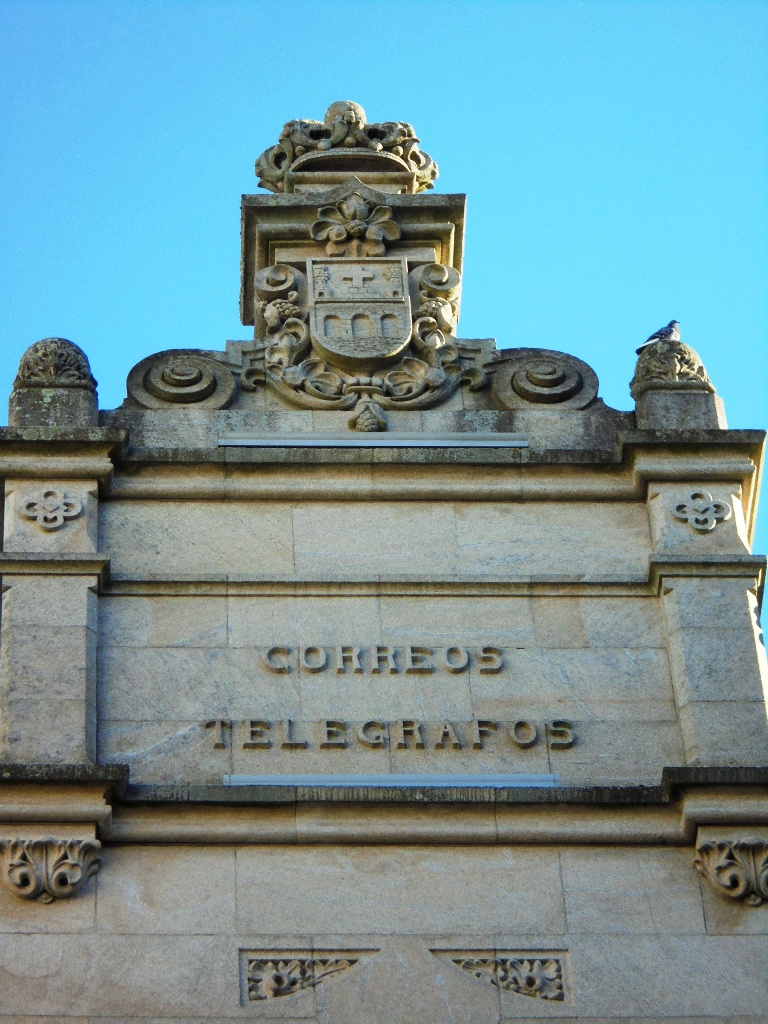
Escudo de la ciudad, presente en el remate de las dos fachadas
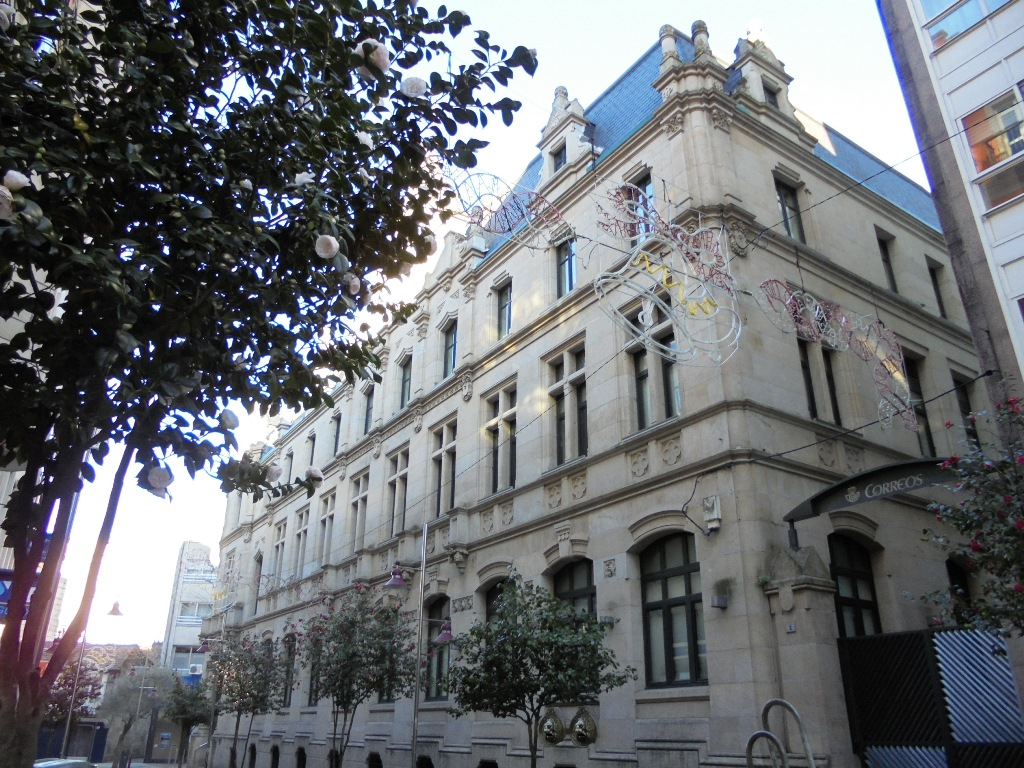
Fachada de la calle García Camba
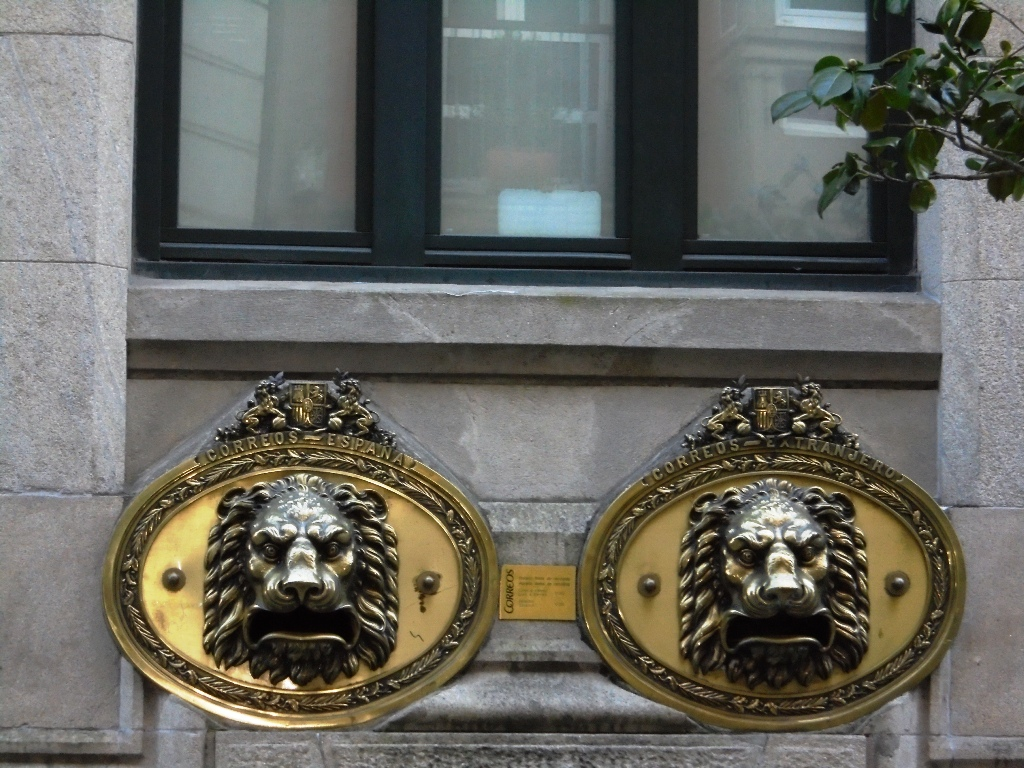
Boca de los buzones en forma de león
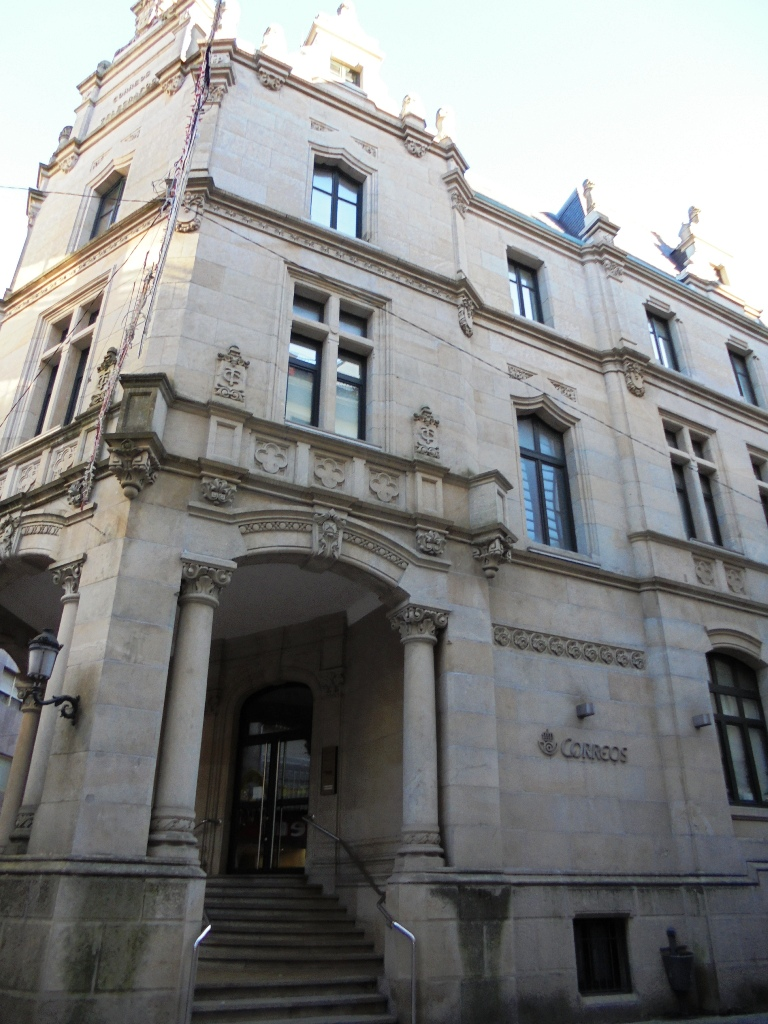
Detalle de la entrada lateral
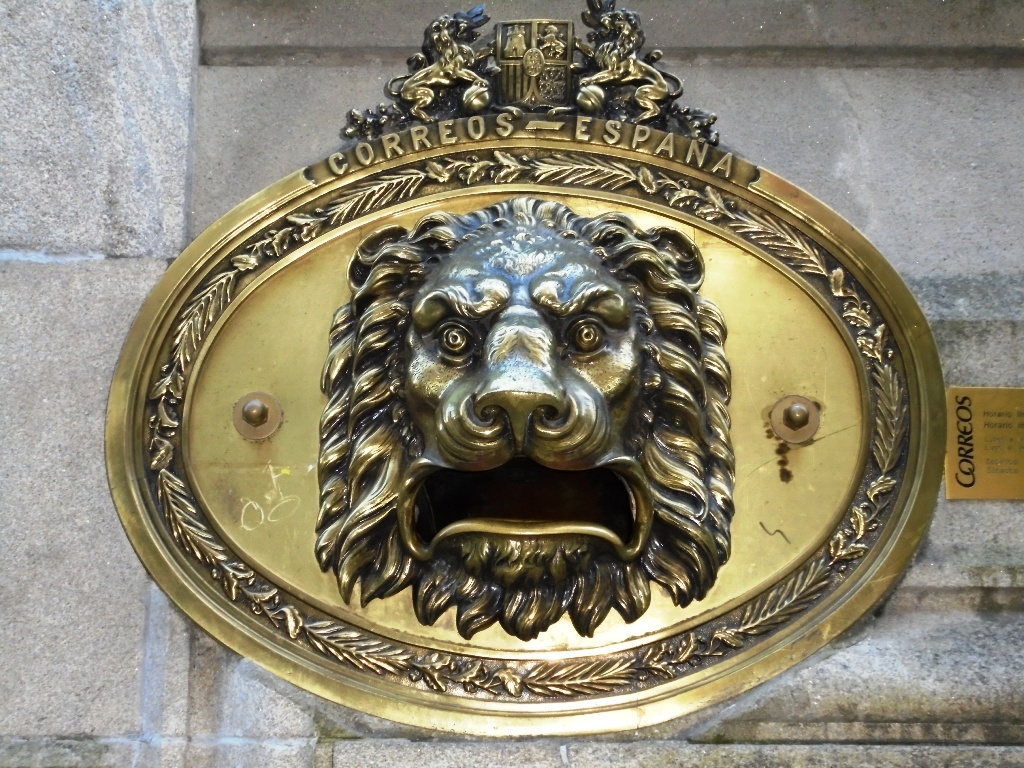
Boca del buzón de España
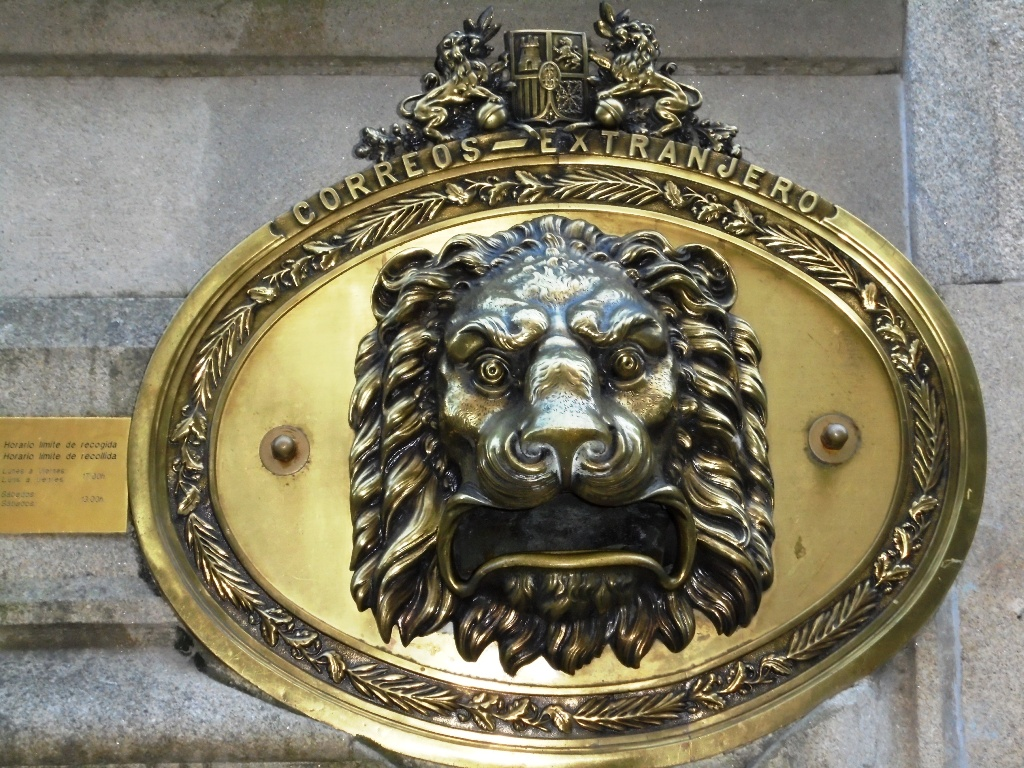
Boca del buzón del Extranjero